# Космос: Территория смерти
«Космос: Территория смерти» (англ. Dead Space: Downfall; «Мёртвый космос: Крах») — полнометражный анимационный научно-фантастический фильм ужасов, приквел компьютерной игры Dead Space. Производство Film Roman Productions и Electronic Arts, дистрибьютор — Anchor Bay Entertainment. Выпущен Anchor Bay Entertainment на DVD и Blu Ray 28 октября 2008 года, показан в программе кабельного телевизионного канала Sci Fi Channel 2 декабря 2008 года. В России выпущен дистрибьютором «ВидеоСервис» под названием «Космос: Территория смерти» (одноимённая компьютерная игра издавалась Soft Club под оригинальным названием).
Фильм рассказывает предысторию событий игры — столкновение экипажа горнодобывающего космического корабля «Ишимура» с внеземной формой жизни — некроморфами.

## Сюжет
В колонии на поверхности планеты Эгида-7 был обнаружен артефакт инопланетного происхождения, известный под названием «Красный Обелиск». Космический корабль класса планетарный потрошитель «USG Ишимура» прибывает в окрестности планеты. По приказу капитана «Ишимуры» Бенджамина Матиуса и начальника научного отдела доктора Терренса Кейна артефакт перед началом разработки планеты перевозят на борт корабля. В колонии и на борту корабля начинаются странные беспорядки, склоки, убийства, самоубийство; дело осложняется тем, что артефакт является священным для членов религиозного учения «юнитологии», к которому принадлежат многие шахтёры и члены экипажа.
«Ишимура» занимается своей основной функцией — «разделкой» планеты; находящиеся в колонии установки вырезают из литосферы планеты большой кусок весом в несколько триллионов тонн, и корабль поднимает его на «гравитационных нитях». В это время пропадает связь с колонией, и два шахтёра, у Колина Барроу в колонии осталась жена Дженнифер Барроу, отправляются на шаттле на поверхность планеты. Они нигде не могут никого обнаружить, а стены колонии во многих местах покрывает органическое вещество непонятного происхождения; Барроу отправляется к своей жене, напарник пропадает. По пути в квартиру своей жены Барроу слышит в темноте крики и жуткий рык и пускается бежать к квартире через необъяснимо пустые коридоры. Но, прибежав в каюту Дженнифер, он обнаруживает полный разгром и бардак, а стены комнат покрыты символами Обелисков. Тут на свет выходит Дженнифер и на его глазах кончает жизнь самоубийством, перерезав себе горло плазменной киркой. Барроу хватает тело Дженнифер и мчится через пустую колонию на борт шаттла и взлетает; однако вместе с ним на шаттл успевает проникнуть некроморф-«заразитель».
На борту «Ишимуры» начальник службы безопасности Алиса Винсент требует от капитана разрешить масштабное расследование странных смертей; капитан продолжает отрицать необходимость каких-либо чрезвычайных мер. Ишимуре, до этого потерявшей на время связь с планетой, удаётся восстановить её. Офицеры на мостике получают изображение с видеокамер в колонии и видят забрызганные кровью коридоры, комнаты и несколько трупов. В этот же момент начинают гаснуть индикаторы ИКСов членов экипажа, находящихся на планете. За несколько секунд буквально все люди были убиты. Удаётся связаться с одним из выживших членов экипажа, который успевает сказать, что нечто убивает людей, его команда превратилась в каких-то монстров, но прежде чем он успевает объяснить что-то ещё, его убивает некроморф. Доктор Кейн предлагает капитану затребовать помощь, но капитан Матиус заявляет, что система Эгиды была запретной зоной и «Ишимура» находится здесь незаконно, поэтому они не должны привлекать к себе внимание.
Тем временем к кораблю приближается шаттл с планеты. Капитан отдаёт приказ закрыть все шлюзы, несмотря на возражения Алисы. Шаттл с планеты успевает влететь в ангар корабля, но Дженнифер превратившись в некроморфа убивает Барроу. Шаттл разбивается, но некроморфам удаётся сбежать с него. Алиса и её люди обнаруживают на месте крушения шаттла кровавый след, оставленный некроморфами и отправляются по нему.
В медицинском отсеке один из находящихся на излечении колонистов Ганс Леггио наблюдает, как «Заразители» инфицирует трупы в морге, превращая их в некроморфов, убивающих людей. Винсент и её люди, столкнувшись с некроморфами в морге, пытаются истребить их, но обнаруживают, что стрелковое оружие против инопланетян неэффективно. Постепенно инопланетная нечисть начинает стремительно распространяться по всему кораблю, и всё больше людей становятся жертвами некроморфов. При столкновении с большой толпой некроморфов в столовой Винсент и её люди едва не погибают, но их спасает шахтёр и священник юнитологической церкви Сэмюэль Айронс, вооружённый шахтёрским инструментом — плазменным резаком.
Доктор Кейн обвиняет во всем инопланетный обелиск и требует удалить его с корабля; капитан возбуждённо и бессвязно возражает ему. Их перепалка заканчивается тем, что офицеры с мостика скручивают капитана, Кейн пытается сделать ему успокоительный укол, но вместо этого убивает капитана, попав иглой шприца тому в глаз. Команда обвиняет Кейна в убийстве капитана и собирается арестовать его, но внезапно стартовали все спасательные капсулы, без кого-либо на борту. Кейн, воспользовавшись ситуацией, сбегает с мостика. Винсент и выжившие члены её команды вооружаются резаками и пытаются пробиться к мостику через отсек гидропоники. Один из членов команды, Хэнсон, сходит с ума и вместо некроморфов начинает убивать собственных товарищей, тем же резаком разрезав вертикально напополам свою спутницу Шэн. Его удаётся убить; после чего с Алисой остаются только её боец Рамирес и Айронс. И вернувшись,  Они узнают, что доктор Кейн отключил гравитационную систему корабля, чтобы он врезался в планету, и пытаются пробиться к нему в машинное отделение, чтобы остановить его.
По дороге они спасают группу техников из отдела гидропоники, забаррикадировавшихся в одной из комнат; в это же время, отвлекая на себя некроморфов, погибает Айронс, а Рамирес, жертвуя собой, даёт Алисе возможность сбежать. Она добирается до Кейна и в драке с ним одерживает верх; ей удаётся вернуть корабль на прежнюю орбиту, но доктор Кейн сбегает из машинного отделения вместе с её резаком. Безоружная Алиса пробирается в трюм к обелиску и разбитому шаттлу, обнаружив, что непосредственно вокруг него есть безопасная зона — некроморфы не могут приблизиться к артефакту. Алиса понимает, что обречена, и записывает видеообращение в памяти сигнального маяка, который настраивает на передачу сигнала бедствия. Затем она пытается выбросить маяк в космос, открыв шлюз, но в итоге в космос вылетает и маяк, и атаковавшие Алису некроморфы, и она сама, мгновенно погибнув.
В финале фильма к «Ишимуре» подлетает принявший этот сигнал корабль «Келлион», неся на своём борту героев игры Dead Space.

## В ролях
| Персонажи                        | Актёр                 |
| -------------------------------- | --------------------- |
| Леджио, Доббс, Джексон           | Джефф Беннетт         |
| Колин Бэрроу                     | Брюс Бокслейтнер      |
| Капитан Матиус, Фарим            | Джим Каммингс         |
| Донна, Хизер Фокс                | Грей Делайл           |
| Алиса Винсент                    | Ника Футтерман        |
| Шэн                              | Келли Ху              |
| Хансен, Глен                     | Фил Моррис            |
| Доктор Терренс Кейн              | Кейт Шарабайка        |
| Сэмюэль Айронс, Пендлтон, шахтер | Кевин Майкл Ричардсон |
| Рамирес                          | Хэл Спаркс            |
| Уайт, Баваро                     | Морис Ламарш          |
| Уолла                            | Кирк Бэйли            |

## Рецензии
Англоязычный веб-сайт DVD Verdict в своей рецензии на «Dead Space: Downfall» отметил, что хотя фильм и способен доставить удовольствие при просмотре, однако по большей части он является всего лишь «неполным введением к гораздо большей истории». Журналисты подчеркнули, что фильм раскрывает себя в аспекте крушения и рубки человеческих тел инопланетными монстрами, однако не может предоставить зрителю что-либо ещё.
Сайт IGN оценил «Dead Space: Downfall» на 6 баллов из 10 возможных. Видеоряд был назван чётким и последовательным, однако ему, по мнению журналистов, не хватает яркости. Звук, — как звуковые эффекты, так и озвучивание, — были оценены хорошо. Качество анимации было названо хорошим для проекта такого масштаба. В итоге, фильм был назван недостаточно хорошо исполненным, однако жестоким в хорошем смысле этого слова и заслуживающим беглого просмотра.

## Ограничения к распространению
7 июля 2021 года Октябрьский районный суд Санкт-Петербурга признал запрещённой ссылку с мультфильмом «Космос: Территория смерти» на сайте my.lordfilm.to, поскольку «сцены убийства, расчленения человеческих тел косвенно повышают уровень рисков девиантного поведения ребёнка под их влиянием». Суть решения в том, что присваивается статус, и в официальной ситуации человек или организация, распространяющие данный мультфильм, который находится в реестре запрещённых материалов, могут быть оштрафованы.